# Youri Baas
Youri Baas (Oostvoorne, 17 de março de 2003) é um futebolista neerlandês que atua como zagueiro. Atualmente, joga pelo Ajax.

## Carreira

### Início de carreira e Jong Ajax
Nascido em Oostvoorne, Baas começou sua carreira no clube de sua cidade, o OVV, antes de ir para as categorias de base do Excelsior Rotterdam em 2012. Ele se juntou às categorias de base do Ajax em 2017. Baas fez sua estreia pelo Jong Ajax, entrando no lugar de Naci Ünüvar em um empate por 2–2 contra o De Graafschap em 11 de dezembro de 2020, partida válida pela Eerste Divisie. Em 26 de março de 2021, ele estendeu seu contrato com o clube até 2024.

### Ajax
Baas fez sua estreia pelo time principal em 28 de agosto de 2022, na vitória por 2–0 contra o Utrecht, partida válida pela Eredivisie. Durante a temporada 2022–23, ele somou 10 aparições pelo time principal na Eredivisie, Copa dos Países Baixos e Liga dos Campeões da UEFA.

#### Empréstimo ao NEC
Na temporada 2023–24, Baas foi emprestado ao NEC. O empréstimo foi bem-sucedido, já que ele jogou regularmente, fazendo 27 aparições na liga e marcando 3 gols em sua posição defensiva. Ele também ajudou o NEC a chegar na final da Copa dos Países Baixos de 2024–25, onde foram vice-campeões para o Feyenoord.

#### Retorno ao Ajax
Baas retornou ao Ajax na temporada 2024–25 e se estabeleceu como titular regular, jogando principalmente no lado esquerdo da defesa central. Durante a fase de grupos da Liga Europa da UEFA, na partida fora de casa contra o Slavia Praga, Baas recebeu um segundo cartão amarelo pouco depois dos anfitriões empatarem, resultando na sua expulsão, enquanto o Ajax segurava o empate por 1–1. Em 20 de dezembro de 2024, o Ajax anunciou que Baas havia assinado uma nova extensão de contrato até 2028.

## Carreira internacional
Baas atuou em várias partidas pelas seleções de base dos Países Baixos, mais notavelmente sete internacionalizações pela seleção sub-17.
Em março de 2025, ele foi convocado pela Seleção Neerlandesa para as partidas das quartas de final da Liga das Nações da UEFA de 2024–25 contra a Espanha em 20 e 23 de março de 2025.